# Laurent Veydt
Laurent François Félix Veydt (Antwerpen, 7 augustus 1800 - Brussel, 22 november 1877) was een Belgisch advocaat, bestuurder en liberaal politicus.

## Levensloop
Veydt was doctor in de rechten, advocaat en beheerder van vennootschappen. Zo was hij grootaandeelhouder van de Société Générale de Belgique.
Veydt was een zoon van Laurent-Guillaume Veydt en van Marie-Françoise van Merlen. 
Hij was schepen in Antwerpen (1830-1832) en gedeputeerde in de provincie Antwerpen (1836-1838 en 1841-1846). Hij werd verkozen tot liberaal volksvertegenwoordiger voor het arrondissement Antwerpen in 1845 en vervulde dit mandaat tot in 1859. Van 1847 tot 1848 was hij Minister van Financiën in de regering-Rogier I, en daarmee was hij, na Jean-Baptiste Smits in 1841, de tweede Antwerpse minister in een Belgische regering. Na zijn aftreden, officieel om gezondheidsredenen, werd hij directeur (of bestuurder) bij de Société Générale de Belgique.
Na zijn toetreding tot de leiding van de Société Générale, was hij onder meer bestuurder van:
- Compagnie Belge de Colonisation;
- Société de l'Union des Papeteries du Prince et du Pont d'Oye;
- Cemin de fer Dendre et Waes et Bruxelles-Gand par Alost;
- Société des Bateaux à Vapeur Transatlantiques;
- Charbonnages Réunis à Charleroi;
- Chemins de Fer de Mons à Haumont;
- Société Belle-Vue, Baisieux, Dour et Thulin;
- Charbonnages d'Hornu et de wasmes;
- Charbonnages de Sars-Longchamps et Bouvy;
- Charbonnages du Sacré-Madame;
- Manufactures de Glaces, Verres à vitre, Cristaux et Gobeleteries de bruxelles;
- Mutualité Industrielle;
- Charbonnage du Carabinier;
- Compagnie Immobilière de Belgique;
- Charbonnages de Boussu et Sainte-Croix-Sainte-Claire;
- Charbonnages et Hauts Fourneaux de Longterme;
- Manufacture Royale de Tapis de Tournai;
- Tissage à la Mécanique, à Bras, à Moteur hydraulique ou à Vapeur;
- Hauts Fourneaux, Usines et Charbonnages de Châtelineau;
- Charbonnage du Grand-Conti et Spinois;
- Charbonnage du Val Benoît;
- Mines de Zinc et de Plomb de Membach;
- Chemins de Fer de Charleroi à Louvain.